# 甘粛省 (中華民国)
甘粛省（かんしゅくしょう）は、かつて中華民国に存在した省。現在の中華人民共和国甘粛省全域及び寧夏回族自治区の一部に相当する。

## 地理
清代の甘粛省の管轄地域を継承して成立した。1928年（民国17年）10月、寧夏行政区に寧夏省が、西寧行政区に青海省が新設されその管轄区域は大幅に縮小した。
東は陝西省、北は寧夏省及び蒙古地方、南は青海省及び四川省、西は新疆省に接していた。

## 歴史
1911年（宣統3年）、辛亥革命が勃発すると11月21日に寧夏軍政府が設立されるが、この軍事政府は同月に瓦解している。
1912年（民国元年）3月11日、甘粛臨時軍政府が甘水に設置、甘粛都督を設置し軍政長官と定め、同時に清代の官制である布政使、提学使、提法使がそのまま使用された。1913年（民国2年）、軍政と民政の分割を目的に布政使を民政長と改称、民政長官と定め、1914年（民国3年）に民政長は巡按使、1916年（民国5年）に省長と改称された。
1927年（民国16年）6月、国民党鄭州会議は甘粛省政府の設置を決定、武漢国民政府に帰属した。1931年（民国20年）8月、南京国民政府は甘粛省政務委員会を設置している、以降は南京国民政府の管轄に置かれた。
1949年（民国38年）8月26日、共産党勢力により蘭州市が「解放」されると、中華民国は実効支配権を喪失している。

## 省会
省会は当初皋蘭県に設置されたが、1941年（民国30年）以降は蘭州市に移された。

## 歴代省長
| 代 | 氏名   | 就任日     | 退任日     | 備注               |
| -- | ------ | ---------- | ---------- | ------------------ |
| 1  | 趙惟熙 | 1912年3月  | -          |                    |
| 2  | 張広建 | 1914年3月  | -          |                    |
| 3  | 蔡成勲 | 1920年12月 | -          |                    |
| 4  | 陸洪濤 | 1922年5月  | -          |                    |
| 5  | 馮玉祥 | 1925年8月  | -          |                    |
| 6  | 李鳴鐘 | 1926年1月  | -          |                    |
| 7  | 劉郁芬 | 1927年6月  | -          |                    |
| 8  | 馬鴻賓 | 1930年11月 | -          |                    |
| 9  | 邵力子 | 1931年12月 | -          |                    |
| 10 | 朱紹良 | 1933年5月  | 1935年11月 |                    |
| 11 | 于学忠 | 1935年11月 | 1937年3月  |                    |
| 12 | 朱紹良 | 1937年3月  | 1940年11月 | 就任前に賀耀組代理 |
| 13 | 谷正倫 | 1940年11月 | 1946年5月  |                    |
| 14 | 郭寄嶠 | 1946年10月 | 1949年7月  |                    |
| 15 | 馬鴻逵 | 1949年7月  | -          | 未就任             |
|    | 丁宜中 | 1949年7月  | 1949年9月  | 代理               |
| 16 | 王治岐 | 1949年11月 | 1949年12月 |                    |

## 行政区画

### 道制
民国建国当初は清代の西寧道、寧夏道、鞏秦階道、平慶涇固化道、甘涼道、安粛道が沿襲されていたが、1913年（民国2年）4月、北京政府は甘粛都督の趙惟熙が提出した道制計画を承認、蘭山、隴南、隴東、朔方、海東、河西、辺関の7道を設置、1914年5月には蘭山、渭川、涇源、寧夏、西寧、甘涼、安粛と改称している。1927年（民国16年）6月、道制が廃止となり蘭山、渭川、涇源、寧夏、西寧、安粛の6行政区に改編されている。1928年（民国17年）、行政区制度は廃止され、省県の二級地方行政制度が確立した。

### 県級行政区画
中華人民共和国成立直前の管轄行政区画は下記の1市69県2設治局。（50音順）
- 市
  - 蘭州市:1931年5月、皋蘭県城廂地区に新設。
- 県
  - 安西県
  - 渭源県
  - 永昌県
  - 永靖県:1929年4月、臨夏県の一部に新設。
  - 永登県:清代の平番県。1928年3月改称。
  - 海原県:清代の海城県。1914年1月改称。
  - 会川県:1944年2月、臨洮県、岷県、臨潭県、漳県、渭源県及び卓尼設治局の県境に新設。
  - 会寧県
  - 夏河県:1926年、導河県、臨潭県及び循化県の一部に卜楞設治局を設置。1928年3月、夏河県に昇格。
  - 華亭県
  - 化平県
  - 環県
  - 甘谷県:清代の伏羌県。1928年3月改称。
  - 徽県
  - 玉門県
  - 金塔県
  - 涇川県:1913年4月、涇県として設置。1914年1月改称。
  - 景泰県:1913年4月、紅水県として設置。1933年4月改称。
  - 慶陽県:清代の安化県。1914年1月改称。
  - 康県:1928年、武都県東部に永康県として設置。1929年4月改称。
  - 合水県
  - 高台県
  - 康楽県:1932年6月、臨洮県、岷県、臨潭県の一部に洮西設治局を設置。1933年2月、康楽設治局と改称。1940年8月に康楽県に改編。
  - 皋蘭県
  - 固原県
  - 古浪県
  - 山丹県
  - 酒泉県
  - 漳県
  - 荘浪県
  - 秦安県
  - 崇信県
  - 成県
  - 靖遠県
  - 西吉県:1941年12月、固原県、海原県、隆徳県の一部新設。
  - 西固県
  - 清水県
  - 正寧県
  - 静寧県
  - 西和県
  - 張掖県
  - 鎮原県
  - 通渭県
  - 鼎新県:1913年4月、毛目県として設置。1928年3月改称。
  - 定西県:清代の安定県。1914年1月改称。
  - 天水県
  - 洮沙県:1913年4月、沙県として設置。1914年1月改称。
  - 敦煌県
  - 寧県
  - 寧定県:1917年7月、導河県の一部に新設。
  - 武威県
  - 武山県:清代の寧遠県。1914年1月改称。
  - 武都県
  - 文県
  - 平涼県
  - 岷県
  - 民勤県:清代の鎮番県。1928年3月改称。
  - 民楽県:1913年4月、東楽県として設置。1933年6月改称。
  - 楡中県:清代の金県。1919年8月改称。
  - 隆徳県
  - 両当県
  - 臨夏県
  - 臨沢県:1913年4月、撫彝県として設置。1928年3月改称。
  - 臨潭県
  - 臨洮県:1913年4月、狄道県として設置。1928年3月改称。
  - 礼県
  - 霊台県
  - 隴西県
  - 和政県:1918年4月、臨洮県及び臨夏県の一部に新設。
- 設治局
  - 粛北設治局:1937年10月、安西県、玉門県の県境に馬鬃設治局を設置。1938年2月改称。
  - 卓尼設治局:1939年、卓尼土司の管轄地域に設置。

### 行政督察区
1932年（民国21年）4月、全省を14区に分割した行政督察区制度が施行された。1938年（民国27年）8月には全省を12区、11月に13区、1942年（民国31年）3月に再び12区に改編され、中国共産党による「解放」まで沿襲された。